# Fiji One
Fiji One este o televiziune privată, liberă la retransmisie, din Fiji.  

## Legături externe
- Site oficial